# Поляков, Василий Иванович (комбриг)
Васи́лий Ива́нович Поляко́в (1894—1938) — советский военный деятель, комбриг (1935).

## Биография
Родился в июле 1894 года в селе Князевка (ныне — Пензенский район Пензенской области) в семье конторского служащего. Русский.
В 1915 году окончил сельскую школу и шесть классов реального училища в городе Сердобске. В мае 1915 года призван в Русскую императорскую армию и направлен на учебу в Иркутское военное училище, которое окончил в октябре того же года и был направлен в запасную бригаду, расположенную в Омске. С ноября 1915 года находился на фронте Первой мировой войны в 54-м Сибирском стрелковом полку, где последовательно занимал должности младшего офицера роты, командира роты и командира батальона. В октябре-декабре 1917 года был председателем полкового комитета. В феврале 1918 года по болезни убыл из полка, где последнее его звание было штабс-капитан.
В Красной армии служил добровольно с июня 1918 года. Член РКП(б)/ВКП(б) с декабря 1918 года. Участник Гражданской войны в России. Воевал на Восточном и Южном фронтах, занимая должности военного руководителя Шереметьевской волости Аткарского уезда Саратовской губернии, начальника отряда во время борьбы с чехословаками и белоказаками, помощника командира роты 417-го стрелкового полка Восточного фронта. С сентября 1919 по март 1920 года был слушателем Высшей стрелковой школы, затем помощником командира запасного полка 2-й армии Восточного фронта, помощником командира и командиром запасного полка 6-й армии Южного фронта.
Находился на следующих должностях в РККА:
- c февраля 1921 года — помощник инспектора пехоты 6-й армии и Харьковского военного округа;
- с июля 1922 года — командующий частями особого назначения Брянской, а с июля 1923 года — Черниговской губернии;
- в июле 1924 года — начальник отдела по командному составу управления Украинского военного округа;
- с ноября 1926 года — начальник 6-го отдела штаба того же округа.

В 1927 году окончил курсы усовершенствования высшего начальствующего состава при Военной академии имени М. В. Фрунзе, затем продолжил службу на ответственных должностях:
- с июля 1927 года — начальник командного отдела штаба Украинского военного округа;
- с апреля 1929 года — командир 67-го Купянского стрелкового полка;
- с марта 1931 года — помощник командира 10-й стрелковой дивизии;
- с октября 1931 года — начальник военной подготовки учащихся гражданских учебных заведений Украинского военного округа;
- с февраля 1932 года — помощник командира 99-й стрелковой дивизии и с апреля этого же года — командир и военный комиссар 58-й стрелковой дивизии;
- с декабря 1933 года — командир 96-й Винницкой стрелковой дивизии в Украинском военном округе.

Был награждён орденом Красной Звезды в 1936 году. С августа 1937 года Поляков находился в распоряжении Управления по начсоставу РККА. Был арестован 10 мая 1938 года. Военной коллегией Верховного суда СССР 2 октября 1938 года обвинён в участии в военном заговоре и приговорён к расстрелу. Приговор был приведён в исполнение в тот же день.
Определением Военной коллегии от 22 февраля 1956 года В. И. Поляков был реабилитирован.